# بابلو ألفاريز نونيز
بابلو ألفاريز نونيز (بالإسبانية: Pablo Álvarez Núñez)‏ (مواليد 14 مايو 1980 في أوفييدو - إسبانيا) لاعب كرة قدم إسباني يلعب حاليا لصالح نادي الدرجة الأولى ديبورتيفو لاكورونيا الإسباني منذ 2006 في مركز الجناح الأيمن .

## روابط خارجية
- بابلو ألفاريز نونيز على موقع الدوري الأمريكي (الإنجليزية)
- بابلو ألفاريز نونيز على موقع قاعدة بيانات كرة القدم.إي يو (الإنجليزية)
- بابلو ألفاريز نونيز على موقع Soccerway.com (الإنجليزية)
- بابلو ألفاريز نونيز على موقع عالم كرة القدم.نت (الإنجليزية)
- بابلو ألفاريز نونيز على موقع AS.com (الإسبانية)